# Thomas Francis McCaffry
Thomas Francis McCaffry (5 de fevereiro de 1866 - 15 de abril de 1912) foi uma das vítimas do naufrágio do Titanic. Tem se sugerido que, além dos companheiros de viagem Thomson Beattie e John Hugo Ross, fosse um dos passageiros homossexuais a bordo do Titanic.

## A bordo do RMS Titanic
Em 1912, Beattie, McCaffrey e John Hugo Ross, outra vítima no Titanic, partiram a bordo do RMS Franconia para uma longa turnê de 4 meses ao Oriente Médio e Europa. Em fevereiro eles foram ao Cairo e visitaram Luxor e Aswan. Após deixarem o Cairo chegaram em Nápoles e depois Veneza. Embarcaram no Titanic como passageiros da primeira classe em Cherbourg. Beattie e McCaffry compartilharam a cabine C-6 (bilhete número 13050, £75 4s 10d).  Beattie conseguiu deixar o navio no último bote disponível, o desmontável A, mas morreu durante a noite. McCaffrey não embarcou no bote. Seu corpo foi posteriormente recuperado pelo CS Mackay-Bennett.
Tem sido sugerido que Beattie e McCaffrey eram um casal e que Ross fosse homossexual também. De acordo com Alan Hustak: "Beattie e McCaffry assemelhavam-se, vestiam-se da mesma maneira e eram frequentemente confundidos com irmãos. O Winnipeg Free Press comentou sobre como eles eram parecidos, e observou que os dois "eram quase inseparáveis.'"

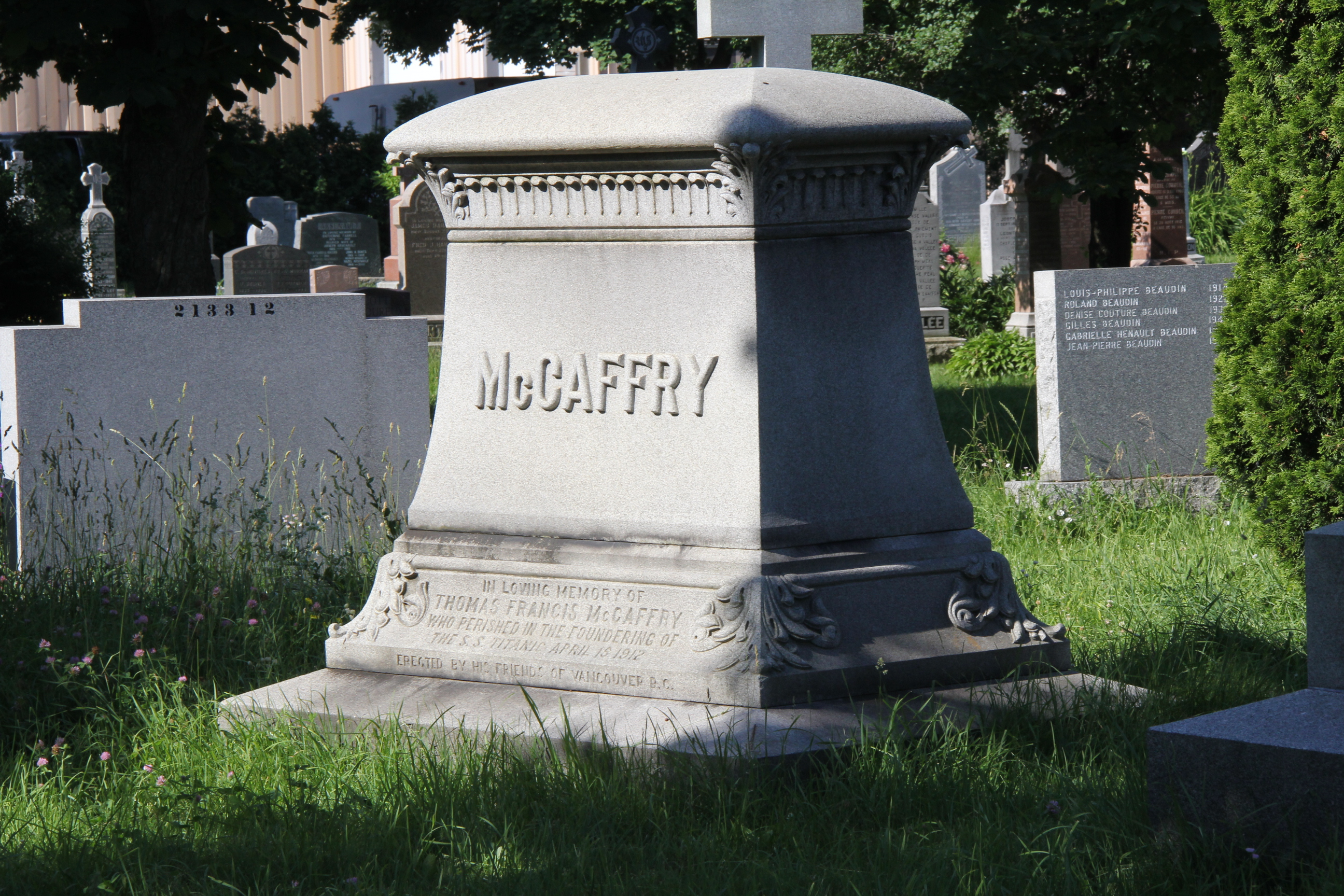
Estela em Notre Dame des Neiges Cemetery

Foi enterrado no Notre Dame des Neiges Cemetery em Montreal, e sua lápide foi paga pelo Union Bank of Canada.